# Santa Ana Despoblado
Santa Ana Despoblado är en ort i Mexiko.   Den ligger i kommunen Zumpahuacán och delstaten Mexiko, i den sydöstra delen av landet, 80 km sydväst om huvudstaden Mexico City. Santa Ana Despoblado ligger 1 862 meter över havet och antalet invånare är 120.
Terrängen runt Santa Ana Despoblado är lite bergig. Runt Santa Ana Despoblado är det ganska tätbefolkat, med 160 invånare per kvadratkilometer. Närmaste större samhälle är Ixtapan de la Sal, 15,0 km väster om Santa Ana Despoblado. I omgivningarna runt Santa Ana Despoblado växer huvudsakligen savannskog.